# رسلان حنون
رسلان حنون (من مواليد 4 مارس 1996) هو لاعب كرة قدم العراق يلعب كمدافع لنادي القوة الجوية في دوري نجوم العراق.

## مهنة دولية
في 24 مارس 2022، لعب أول مباراة دولية له ضد الإمارات العربية المتحدة في تصفيات كأس العالم.

## الإنجازات
القوة الجوية
- كأس العراق: 2022–23